# Texas-Antilopenziesel
Der Texas-Antilopenziesel (Ammospermophilus interpres) ist eine Hörnchenart aus der Gattung der Antilopenziesel (Ammospermophilus). Er kommt vom südlichen New Mexico und Texas bis in den Norden Mexikos vor.

## Merkmale
Der Texas-Antilopenziesel erreicht eine Kopf-Rumpf-Länge von etwa 22 bis 23,5 Zentimetern und eine Schwanzlänge von 6,8 bis 8,4 Zentimetern bei einem Gewicht von 99 bis etwa 122 Gramm. Die Rückenfärbung ist grau-braun, durchsetzt mit braunen Anteilen im Bereich des Kopfes sowie der Hinterbeine. Beiderseits auf den Körperseiten befindet sich eine einzelne und deutliche dünne weiße Linie parallel zur Wirbelsäule. Die Bauchseite ist weiß. Der Schwanz ist oberseits dunkel bis grau-schwarz an der Schwanzspitze, die Unterseite ist weiß mit zwei schwarzen Bändern.

## Verbreitung

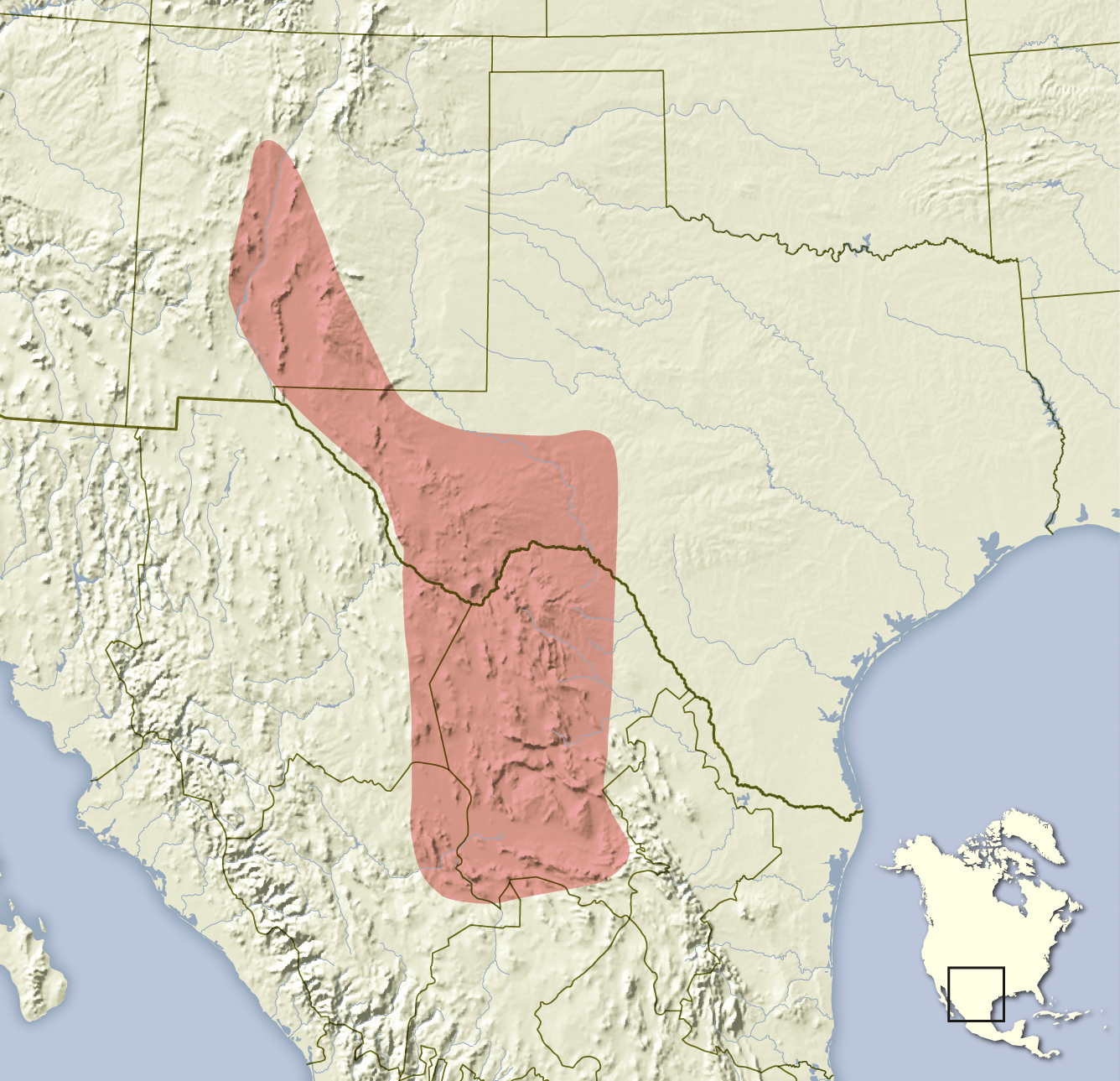
Verbreitungsgebiet des Texas-Antilopenziesels

Der Texas-Antilopenziesel kommt vom südlichen New Mexico und Texas bis in den Norden Mexikos in den Bundesstaaten Chihuahua, Coahuila und Durango vor.

## Lebensweise
Der Texas-Antilopenziesel lebt in verschiedenen felsigen Lebensräumen in und um Bergwüstenregionen. Sie können vor allem in Wüstengebieten, Grasland und holzigen Wacholderbeständen und anderen Gebüschen mit felsigem Untergrund angetroffen werden.
Die Tiere sind tagaktiv und im gesamten Jahr anzutreffen, in sehr kalten Winterzeiten überwintern sie jedoch in ihren Bauen und legen dafür im Spätherbst Fettreserven an. Sie sind bodenlebend, können jedoch sehr gut klettern und nutzen die Gebüsche ihrer Habitate zur Nahrungssuche. Sie ernähren sich omnivor vor allem von Samen, Kakteen und grünen Pflanzenteilen sowie von Insekten. Die Tiere leben in flachen und unscheinbaren Bauen ohne Grabhügel in maximal einem Meter Tiefe, die häufig im Bereich von Steinen und Gebüschen angelegt werden. Daneben nutzen die Tiere auch Felsspalten als Bau. Innerhalb der Baue ist in der Regel eine Kammer als Nestkammer ausgelegt und mit Nestmaterial ausgelegt. Die Bestandsdichten sind in der Regel gering. Die Tiere bewegen sich schnell und stehen kaum still, nur wenn sie auf einem Ansitzplatz auf einem Gebüsch, Kaktus oder einer Anhöhe sitzen, können sie eine Zeitlang verharren. Beim Rennen tragen sie ihren Schwanz über den Rücken aufgerollt. Bei einer potenziellen Bedrohung stoßen sie einen langen nachlassenden und rollenden, harschen Triller aus.
Die Paarungszeit findet jährlich statt und beginnt im späten Februar. Die Jungtiere werden in den Bauen nach einer Tragzeit von 30 Tagen geboren, wobei ein Wurf aus durchschnittlich 5 bis 14 Jungtieren besteht. Dabei können bei milden Jahrestemperaturen auch zwei Würfe im Jahr vorkommen. Die Jungtiere verlassen den mütterlichen Bau in der Regel im April.
Wie andere Erdhörnchen ist auch der Harris-Antilopenziesel potenzielles Beutetier von Füchsen, Kojoten, Waschbären, kleinen Katzen, Greifvögeln und Schlangen.

## Systematik
Der Texas-Antilopenziesel wird als eigenständige Art innerhalb der Gattung der Antilopenziesel (Ammospermophilus) eingeordnet, die aus fünf Arten besteht. Die wissenschaftliche Erstbeschreibung als Spermophilus harrisii stammt von Merriam aus dem Jahr 1890 anhand von Individuen aus El Paso, El Paso County, in Texas. 1905 wurde die Art durch Vernon Orlando Bailey in die bereits 1862 von Merriam eingerichtete Gattung Ammospermophilus überstellt.
Innerhalb der Art werden neben der Nominatform keine weiteren Unterarten unterschieden.

## Status, Bedrohung und Schutz
Der Harris-Antilopenziesel wird von der International Union for Conservation of Nature and Natural Resources (IUCN) als nicht gefährdet (least concern) eingestuft. Begründet wird dies durch das vergleichbar große Verbreitungsgebiet, die angenommen großen Bestandszahlen und die relativ geringen Rückgänge der Populationen. Die Bestandsdichte in den Vereinigten Staaten ist gering, in Mexiko kommt die Art in passenden Habitaten relativ häufig vor.
Als Hauptgefährdungsursachen in den Vereinigten Staaten wird die unabsichtliche Tötung der Tiere durch Fallen und Gifte gegen Schädlinge betrachtet.